# Zaliznytchne (oblast de Zaporijjia)
Zaliznytchne (ukrainien : Залізничне, russe : Зализничное, Zaliznitchnoïe) est une commune urbaine de l'oblast de Zaporijjia, en Ukraine. Elle compte 1 092 habitants en 2021.